# College (Toronto Subway)

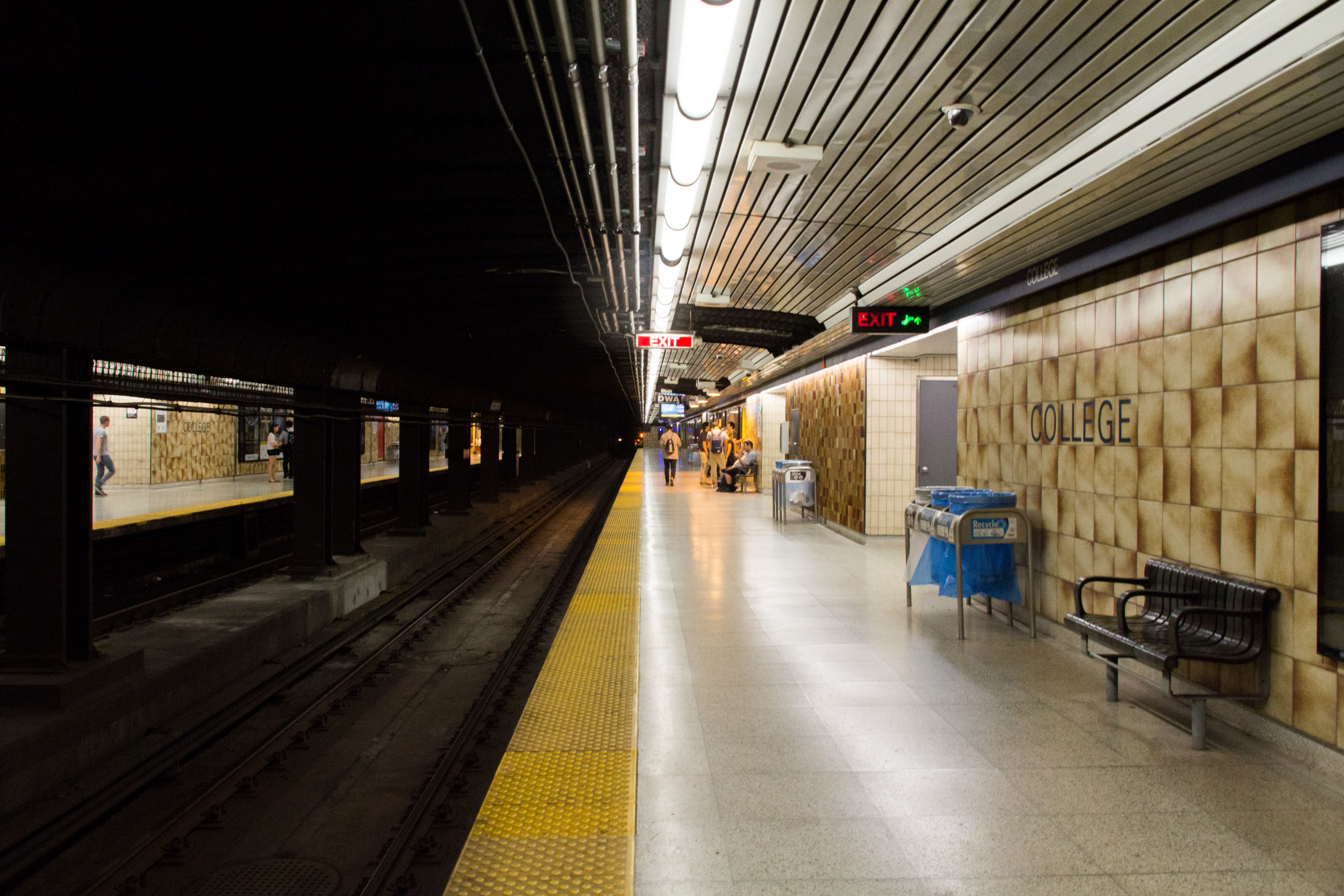
Blick auf die Bahnsteige

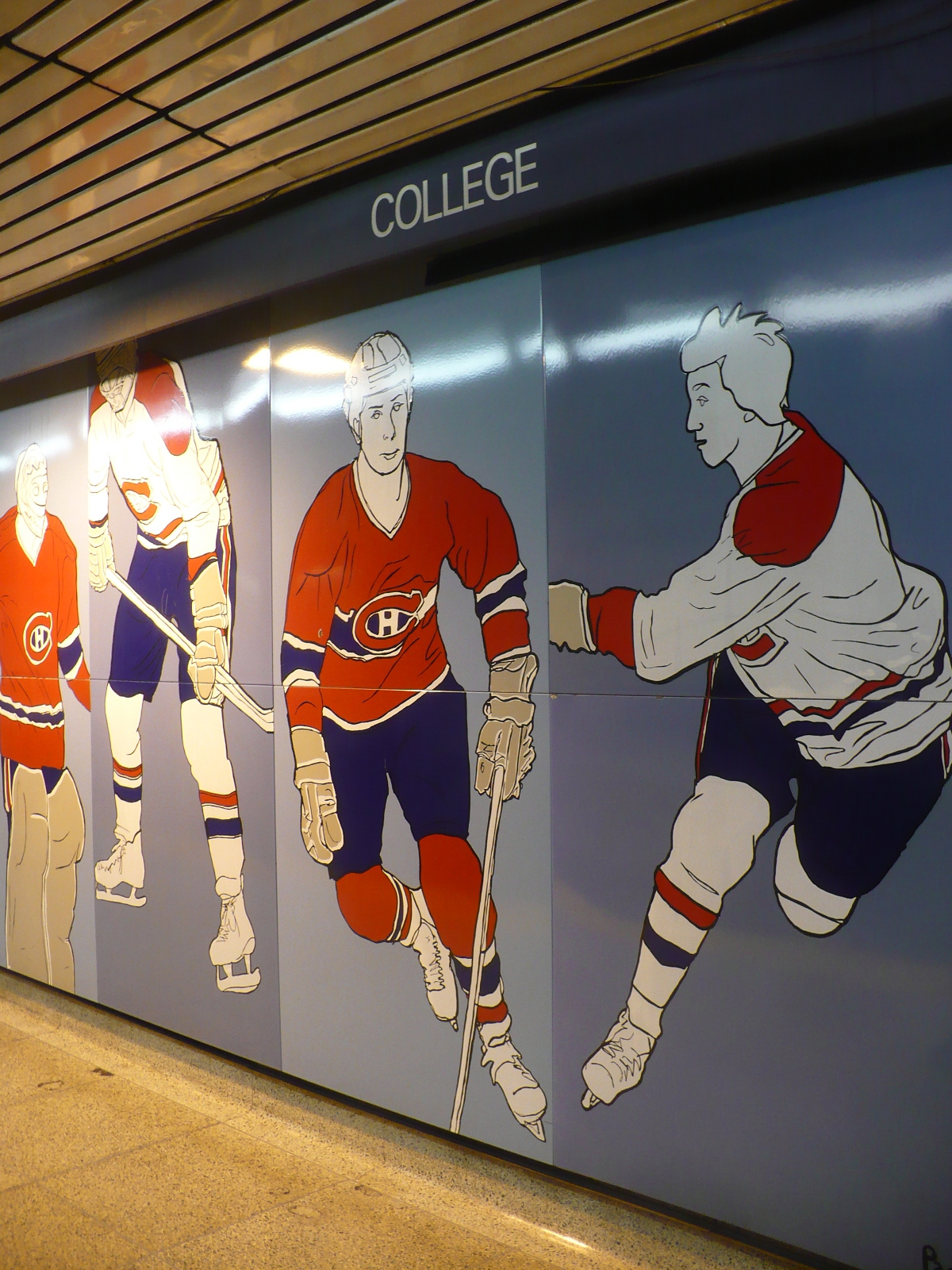
Hockey Knights in Canada

College ist eine unterirdische U-Bahn-Station in Toronto. Sie liegt an der Yonge-University-Linie der Toronto Subway, an der Kreuzung von Yonge Street sowie College Street und Carlton Street. Die Station verfügt über Seitenbahnsteige und wird täglich von durchschnittlich 44.370 Fahrgästen genutzt (2018).
In der Nähe befinden sich das Einkaufszentrum College Park, das Hauptquartier des Toronto Police Service, die Sportarena Maple Leaf Gardens und ein Teil der Ryerson University. Es bestehen Umsteigemöglichkeiten zu einer Buslinie der Toronto Transit Commission (TTC) und zur Straßenbahnlinie 506. Die Eröffnung der Station erfolgte am 30. März 1954 zusammen mit dem Abschnitt Union – Eglinton, der ältesten U-Bahn auf kanadischem Boden.
Die Station wird durch zwei Wandgemälde von Charles Pachter namens Hockey Knights in Canada verziert (benannt nach der Fernsehsendung Hockey Night in Canada). Jenes am westlichen Bahnsteig stellt die Toronto Maple Leafs dar, jenes am östlichen Bahnsteig ihre größten Rivalen, die Canadiens de Montréal. Im Jahr 1984, als die Wandgemälde entstanden, spielten die Maple Leafs noch in den Maple Leaf Gardens. Deren Besitzer Harold Ballard wollte die Verwendung des Logos der Leafs verhindern, es sei denn, das Canadiens-Wandgemälde werde nicht ausgeführt. Julian Porter, der Vorsitzende der TTC, intervenierte vor Gericht und wies mit Erfolg darauf hin, dass ein Logo auf einem Kunstwerk keine Verletzung des Urheberrechts darstelle.